# Ростверк

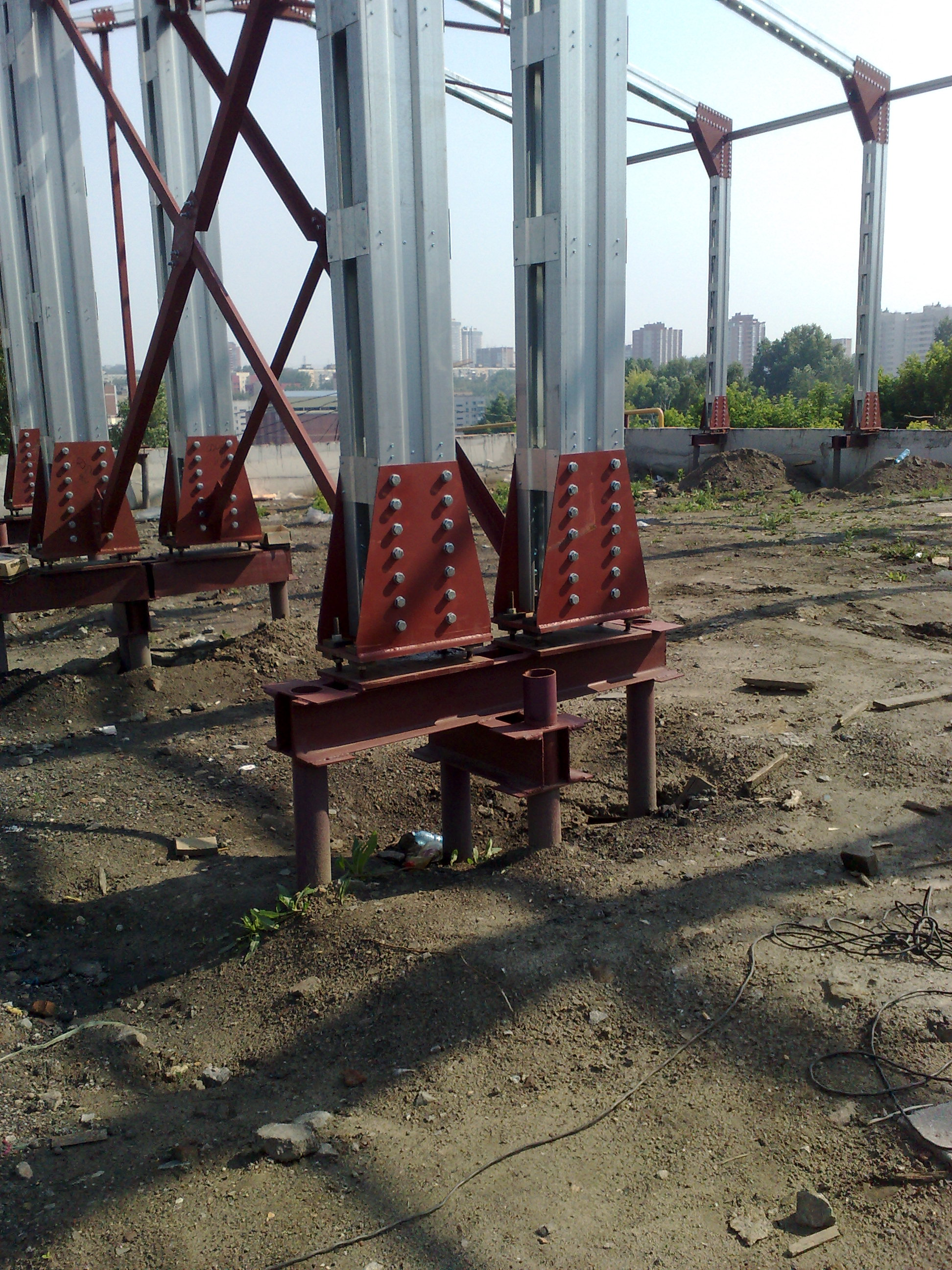
Чотирипаловий сталевий ростверк

Ро́стверк (нім. Rostwerk, від Rost — «решітка» і Werk — «будова») — верхня частина пальового або стовпчастого фундаменту, що розподіляє навантаження на основу. Ростверк виконується у вигляді балок або плит, що об'єднують оголовки стовпів (паль) і слугують опорною конструкцією для споруджуваних елементів споруди.
Ростверком також називається одиночний або подвійний настил з колод або брусів, покладених на щебеневу, піщану або гравійну подушку, що виконує роль фундаменту для легких будівель.
Ростверк називається високим, якщо він розташований значно вище рівня ґрунту або води (наприклад, у причальних спорудах портів), підвищеним, коли його підошва збігається з відміткою планування ґрунт а і низьким, коли він заглиблений у ґрунт (наприклад, у фундаментах житлових і промислових будівель). Матеріалом для ростверку в сучасному будівництві служать переважно бетон та залізобетон (збірний або монолітний), рідше — дерево і метал. Назва «ростверк» виникло у зв'язку з застосуванням раніше конструкції, яка мала вигляд ґрат з дерев'яних брусів, на які укладався дощатий настил.